# Патока Леся Ігорівна
Па́тока Леся Ігорівна (9 листопада 1987, Київ) — українська художниця по костюмах, дизайнерка образів і стилю артистів шоубізнесу, музичних кліпів, телевізійних шоу, кіно та реклами. Відома розробкою образів для ONUKA, Джамали, The Maneken, Latexfauna, Бумбокс, Pianoбой, Сергія Бабкіна, Ляпіса Трубецького, Івана Дорна, Олі Полякової, Время и Стекло, Єви Бушміної, Даши Суворової, Потап і Настя, NikitA та інших.. Також готує костюми на замовлення для фестивалю в Неваді Burning Man. 2024 року дебютувала як мисткиня на виставці «Теплі зв'язки» у Музеї Шевченка в Києві. 
Керівниця двох проєктів: творчої майстерні Patoka Studio та оренди головних уборів і аксесуарів NAGOLOVY.

## Життєпис
Народилась у Києві в інтелігентній родині: мати — учитель, батько — інженер. Займається творчістю з дитинства. Протягом семи років навчалася у школі мистецтв, а також відвідувала театральний гурток. Ще у школі любила експериментувати із власним стилем, часто змінювала колір волосся. Згодом зробила хімію та пофарбувалася у рудий колір, що стало елементом її сучасного образу. За наполяганням батьків здобула педагогічну освіту за спеціальністю «географ-психолог».
У віці 18 років, студенткою, її запросили до тижневика «Телегид» вести рубрику про рукоділля, а пізніше — рубрику про моду. Згодом  вона перейшла до глянцю Hello!, у якому керувала зйомками для відділу моди. Після закриття журналу зайнялася власною справою. У 2010 році, розпочавши співпрацю із режисером Олександром Стеколенком, почала набирати команду та створювати Patoka Studio.

## Проєкти

### МУР. Мюзикл «Ти [Романтика]»
МУР – творче об’єднання, що заснували у 2022 році, після повномасштабного вторгнення, Олександр Хоменко, Віктор Ткаченко та Микола Шмундир. Мета проєкту – актуалізація українських поетів і письменників. За два роки проєкт випустив три альбоми, а 23 квітня Жовтневому палаці в Києві відбулася премʼєра першого мюзиклу проєкту «Ти [Романтика]», присвяченому Розстріляному Відродженню. Костюми для всієї трупи (14 акторів, 12 танцівників та 5 live-музикантів) створювала команда Patoka Studio.  Рожева шуба, створена для героя Михайля Семенка з написом «Нова генерація», була двічі продана на благодійних аукціонах на суму загалом близько 500 000 гривень.

### Міс Всесвіт
2022 року Patoka Studio створила костюм «Воїн світла» для Вікторії Опанасенко, української представниці конкурсу «Міс Всесвіт-2022», що відбувся 11-15 січня у США. Україна вперше за 70 років перемогла в номінації «Найкращий національний костюм». Образ визнали найкращим за результатами онлайн-голосування. Вбрання українки посіло перше місце з 86 національних костюмів на Міс Всесвіт 2022. У січні 2023 року Вікторія Опанасенко продала механічні крила костюма за $10 100 на аукціоні в США. Торги відбулися за підтримки постійного представництва України в ООН, генерального консульства України в Нью-Йорку і Світового конгресу українців. Кошти були спрямовані на протези та реабілітацію військовослужбовців.

### Miss Eco International-2024
Створила два костюми для володарки титулу «Міс Всесвіт Україна-2023» Ангеліни Усанової, яка представляла Україну на міжнародному конкурсі краси Miss Eco International-2024, що проходив у Єгипті. 
Перший костюм — «Світ у вогні», присвячений проблемі вогню та знищення територій від війни і неконтрольованих лісових пожеж. Сукня була створена з ресайкл-матеріалів: пластикових пляшок червоного і чорного кольорів, будівельних трубок, штор та тюлів та ін. 
Другий костюм — національний під назвою «Фенікс», що символізує відновлення України. Костюм був створений з перероблених або вживаних матеріалів. Зокрема, на нього пішло понад 1500 пластикових ложок та з пів тисячі пластикових ножів. 
Костюми допомогли учасниці здобути перемогу та статус Посла доброї волі з питань екології та навколишнього середовища.

### ONUKA
З дня заснування гурту 2013 року, Леся Патока відповідає за стиль відеокліпів, фотозйомок і сценічних образів гурту. Усі костюми солістки Нати Жижченко виконані у мінімалістській колірній гамі з білого, чорного, сірого й червоного кольорів і їхніх відтінків. 2017 року Patoka Studio готувала костюми ONUKA на Євробачення. 2019 року з повністю перероблених речей створила костюми для кліпу Zenit, який двома роками пізніше, 2021, узяв нагороду Best Music Video фестивалю ARFF Barselona. Також розробляла костюми для кліпів Vidlik, Look, «Сеанс», Guma.

### Документальний проєкт «Запал»
2022 року Леся взяла участь у документальному проєкті про традиційну культуру «Запал» від медіа «Слух». У першому епізоді Леся вирушила в експедицію на Полісся на зустріч з українським майстром солом’яних брилів та майстринею обухівських рушників.
2024 року вийшла друга серія проєкту «Запал. Маланка». У ній Ната Жижченко, Євген Клопотенко і Леся Патока відправилися на захід України дізнатися та поділитися із глядачами українськими зимовими традиціями. Епізод був присвячений святкуванню Маланки на Прикарпатті — одному з найколоритніших обрядів українського календаря. Команда вирушила у дослідницьку подорож Івано-Франківщиною, щоб зазирнути в саму суть цієї традиції, побачити її очима місцевих жителів та передати цю унікальну атмосферу глядачам. Леся досліджувала український зимовий декор у побуті: від павука до дідуха, а також стилізувала стародавню гуню.  

### Шоу «Маска»
Була однією з художниць по костюмах шоу «Маска Україна» (The Masked Singer). Для першого сезону створила 13 з 22 костюмів (Сонце, Дракон, Буйвол, Циклоп, Коза, Карп, Жебеня, Лисиця, Лев, Мольфар, Бабка, Носоріг, Ворон). Переможцем сезону став її костюм «Сонце». Для другого сезону розробила 10 костюмів (Фея, Тигр, Винова краля, Жирафа, Робот (у колаборації зі студією Anyrobots), Грифон, Свин, Мухомор, Котик, Пальчика (за ескізом дитячого малюнка глядача Єлисея), а також шість новорічних костюмів (Білий Ведмідь, Миша, Олень, Новорічна куля, Пінгвін, Ялинка, Снігова королева). Її костюм «Жирафа» став переможцем другого сезону.
За мотивами героїв шоу «Маска» всеукраїнська мережа «Сільпо» випустила колекцію іграшкових фігурок.

### Новорічний парад у Києві
Для першого Новорічного параду Києва, що відбувся 2019 року, Леся Патока та Patoka Studio відшили 500 костюмів, зокрема костюм для співачки Ольги Полякової, яка грала Снігову королеву. Уся робота тривала близько трьох місяців.

### Фотопроєкт «Атмосфера Катерини Білокур»
У 2015 році стала дизайнером фотопроєкту «Атмосфера Катерини Білокур», в рамках якого створила «квіткові» вбрання для відомих жінок у стилістиці картин Катерини Білокур.

### Аукціон «Серія тризубів»
Влітку 2014 року створила серію із дев'яти тризубів із незвичних матеріалів, які були виставлені на благодійний аукціон для збору коштів на лікування бійця «Азову» Руслана Берладіна, у якого під час звільнення Маріуполя під ногами вибухнула міна.

### Благодійний проєкт «Щирі»
2014 року виступила в проєкті як стиліст зйомок та майстер головних уборів для першого випуску благодійного календаря «Щирі». Героїнями календаря стали 15 відомих українок: телеведучі, співачки, акторки, дизайнерки та інші. Гроші, які зібрали організатори проєкту ТЦ «Домосфера», були спрямовані на допомогу пораненим солдатам, які лікувалися в Клінічному військовому шпиталі Києва. 

## Мистецтво

### Виставка «Теплі зв'язки»
2024 року Леся вперше виступила у ролі мисткині, створивши тактильні інсталяції для проєкту «Теплі зв'язки». На підлозі посеред зали в Музеї Шевченка була розташована ковдра розміром 24 квадратні метри, у яку можна було загорнутися, неподалік висіла шуба з м’яких іграшок, у просторі також були зони-схованки – «кокони», всередині яких можна було послухати музику. Як зазначала кураторка проєкту Катя Тейлор, «Зазвичай ми обмежуємося взаємодією через споглядання. А тут хотілося додати мультичуттєвості. Створити простір, де можна подосліджувати свої відчуття». 

## Окремі роботи

### Відеокліпи
- Ляпіс Трубецкой — Принцесса (2011)[11]
- Потап і Настя — Чумачечая весна (2011)[6]
- Время и Стекло — Любви точка нет (2011)[47]
- Іван Дорн — Стыцамен (2011)[6]
- Іван Дорн — Северное сияние (2011)[6]
- Іван Дорн — Синими, желтыми, красными (2011)[6]
- Pianoбой — Простые вещи (2012)[48]
- Ляпіс Трубецкой — Путинарода (2012)[49]
- Іван Дорн — Идолом (2012)[50]
- Бумбокс — Піддубний Микола (2012)[48]
- Альбіна Джанабаєва — Надоели (2013)[11]
- Даша Суворова — Ландыши (2013)[11]
- ONUKA — Look (2014)
- Крихітка — Без імені (2015)[51]
- ONUKA — Vidlik (2016)
- Pianoбой — Родимки (2016)[52]
- BRUTTO — Середні віки (2016)[53]
- Panivalkova — Let Me (2016)[54]
- ONUKA — Vidlik (2016) [30]
- LATEXFAUNA — Lime (2017)[55]
- ONUKA — Zenit (2019)[56]
- ONUKA — Guma (2021) [31]
- ONUKA — Peremoha (2024)[57]
- Крихітка feat Хейтспіч — Під весняним дощем (2024)[58]

### Сценічні образи
- Полігональні костюми для сценічного дебюту гурту ONUKA (2014)[6].
- Костюми для виступу ONUKA на Євробаченні (2017).

### Кіно
«Під електричними хмарами» (2015; режисер — Олексій Герман)
«Віддана» (2020; режисер —Христина Сиволап) — фантазійна драма за романом Софії Андрухович «Фелікс Австрія». Patoka Studio створила для фільму близько трьох тисяч предметів одягу для основних персонажів, героїв другого плану й акторів масових сцен. Для героїні Аделі було створено вісім суконь. Для наймасовішої сцени в театрі — 70—100 головних уборів. Костюми були стилізовані під моду XIX століття в австро-угорській Україні.
Misty in places (teaser) (2020, режисер — Олександр Стеколенко).

## Інше
Любить фільми Веса Андерсона, Альфреда Гічкока, Тіма Бертона. Слухає Ніну Сімон, Ейо та Arctic Monkeys.
2014 року видання «Обозреватель» включило Лесю Патоку до п'яти найкращих стилістів України.